# Geoffrey Hill
Geoffrey Hill (Bromsgrove, 18 de junio de 1932 - 30 de junio de 2016) fue un poeta inglés, profesor de Religión y Literatura Inglesa, y codirector del «Instituto Editorial» en la Universidad de Boston. En 2010 fue elegido «Profesor de Poesía» de la Universidad de Oxford.
A la edad de seis años, se trasladó con toda su familia a la localidad cercana de Fairfield, parte del condado de Worcestershire, donde acudió a la escuela primaria de Bromsgrove. En 1950 ingresó en el Keble College de Oxford para estudiar inglés, donde publicó sus primeros poemas en 1952, con tan sólo veinte años, en el volumen epónimo de Fantasy Press editado por Donald Davie (no obstante sus textos habían aparecido previamente en la revista Guardian de Oxford del Club Universitario Liberal).
Una vez graduado con honores en Oxford, se embarcó en la carrera académica y docente, enseñando en la Universidad de Leeds desde 1954 hasta 1980. Después de abandonar Leeds, permaneció durante un año académico en la Universidad de Bristol con la beca Churchill antes de ser nombrado miembro de la junta de Gobierno del Emmanuel College de Cambridge, donde enseñó desde 1981 hasta 1988. Más adelante se desplazó a los Estados Unidos, donde fue nombrado profesor de Literatura y Religión en la Universidad de Boston. En el año 2006 regresó a Inglaterra y en estos momentos reside en Cambridge.
El profesor Hill fue nombrado doctor honoris causa por la Universidad de Leeds en 1988. También es asesor honorario del Keble College, Oxford; es Asesor Honorario del Emmanuel College de Cambridge. Académico de la Real Sociedad de Literatura Inglesa; y desde 1996 pertenece a la Academia Americana de las Artes y de las Ciencias. Está casado con Alice Goodman.
Geoffrey Hill es considerado uno de los más significativos poetas de su generación. Al margen de las corrientes de sus contemporáneos, los escritores de la década de 1950 y visiblemente apartado de los escritores de las décadas posteriores, la escritura de Hill se constituye de una gran variedad de estilos, desde la densa y sugerente escritura de King Log o Canaan hasta la sintaxis simplificada de la secuencia "The Pentecost Castle" en "Tenebrae" a los poemas más accesibles de Mercian Hymns", uno de sus libros más conocidos, una serie de treinta poemas (en algunas ocasiones llamados poemas en prosa, término que Hill rechaza) en los que se yuxtapone la historia de Offa, gobernante en el siglo VIII del reino Anglosajón de Mercia, con la propia infancia del escritor en la moderna Mercia de West Midlands.
Hill es frecuentemente descrito como un poeta difícil y exigente. Esto es consecuencia tanto de su estilo como de los temas que abarca ya que este utiliza el gran número de recursos que ofrece la retórica tradicional, asumiendo técnicas de la vanguardia, pero también (especialmente en su obra tardía) incorpora términos del lenguaje cotidiano, incluyendo tanto eslóganes políticos, como expresiones propias de los medios de comunicación y tecnicismos. 
La poesía de Hill es conocida por su hermeticidad y erudición, inmersa en giros y referencias  históricas, culturales y religiosas. Al respecto, el crítico Harold Bloom escribió: “Geoffrey Hill es el poeta-profeta central de nuestra creciente oscuridad, y hereda la autoridad de los visionarios, desde Dante y Blake a D.H. Lawrence”.
Son motivos recurrentes en la obra de Hill la presencia de ambigüedad moral y con frecuencia episodios violentos de la historia Británica y Europea reciente, aunque en su obra las descripciones del paisaje (especialmente de su Worcestershire natal) tienen la misma intensidad que la historia.
En una entrevista en "Paris Review" (2000), Hill defendió el derecho de los poetas a ser difíciles como forma de resistencia contra las simplificaciones humillantes e interesadas impuestas por los "maestros of world". 

### Poesía

#### En inglés
- For the Unfallen (1958)
- King Log (1968)
- Mercian Hymns (1971)
- Tenebrae (1978)
- The Mystery of the Charity of Charles Péguy (1983)
- New and Collected Poems (1994)
- Canaan (1997)
- The Triumph of Love (1998)
- Speech! Speech! (2000)
- The Orchards of Syon (2002)
- Scenes from Comus (2005)
- A Treatise of Civil Power (2005; 2007)
- Without Title (2006)
- Selected Poems (2006)

#### En español
- Veintisiete poemas.Taller de Traducción Literaria, 2003.
- Himnos de Mercia.Dvd Ediciones, S.L.2006.

## Ensayos
- The Lords of Limit (1984)
- The Enemy's Country (1991)
- Style and Faith (2003)
- Collected Prose (2007)